# André Vingt-Trois
André Armand kardinál Vingt-Trois (* 7. listopadu 1942, Paříž – 18. července 2025) byl francouzský římskokatolický biskup, emeritní pařížský arcibiskup (2005–2017) a od roku 2007 kardinál.

## Život
André Vingt-Trois se narodil v roce 1942 v 5. pařížském obvodu. Po ukončení studia na Lyceu Jindřicha IV. studoval od roku 1962 katolickou teologii a filozofii v kněžském semináři svatého Sulpicia v Issy-les-Moulineaux. Studium přerušil v letech 1964–1965 kvůli základní vojenské službě, kterou strávil v západním Německu. Studia ukončil licenciátem na Katolickém institutu v Paříži.
28. června 1969 mu udělil kardinál François Marty svátost kněžského svěcení. Poté se stal kaplanem ve farnosti Sainte-Jeanne de Chantal v 16. obvodu. V roce 1974 byl jmenován ředitelem semináře sv. Sulpicia a vyučoval zde morální teologii a teologii svátosti.
V roce 1981 se pařížským arcibiskupem stal Jean-Marie Lustiger, který Vingt-Troise jmenoval generálním vikářem arcidiecéze. Papež Jan Pavel II. jej jmenoval 25. června 1988 titulárním biskupem a ustanovil ho pomocným biskupem v Paříži.
21. dubna 1999 byl jmenován arcibiskupem v Tours a 11. února 2005 se stal nástupcem kardinála Jeana Marie Lustigera v Pařížské arcidiecézi. Intronizace proběhla 5. března v katedrále Notre-Dame. Nadto byl 14. března téhož roku jmenován do čela Ordinariátu pro věřící byzantského ritu ve Francii. 7. prosince 2017 papež František přijal jeho rezignaci z důvodu dosaženého limitu věku a jmenoval novým arcibiskupem pařížským Michela Aupetita.
Vingt-Trois byl 5. listopadu 2007 v Lurdech zvolen prezidentem Francouzské biskupské konference a byl jím až do 30. června 2013. 24. listopadu 2007 ho přijal Benedikt XVI. jako kardinála-kněze do kolegia kardinálů. V roce 2017 byl emeritován z důvodu dosažení kanonického věku.
Zemřel dne 18. července 2025 ve věku 82 let.

## Působení v dalších úřadech
Papežská kurie
- 2002 člen Papežské rady pro rodinu
- 2007 člen Kongregace pro biskupy
- 2008 člen Papežské rady pro pastoraci migrantů a lidí mimo domov
- 2010 člen Kongregace pro klérus
- člen druhého zvláštního shromáždění Biskupské synody pro Afriku (4. – 25. října 2009)

Francouzská biskupská konference
- 1988–1997 člen stálého výboru pro informace a komunikaci
- 1997–1999 člen stálého výboru pro ekonomické záležitosti
- 1998–2005 předseda komise pro rodinu
- od 2007 prezident Francouzské biskupské konference

## Vyznamenání
- důstojník Řádu čestné legie – Francie, 30. prosince 2011
- důstojník Národního řádu za zásluhy – Francie[1]
- velkodůstojník Národního řádu Beninu – Benin, 18. října 2011[2]